# Invisibilità

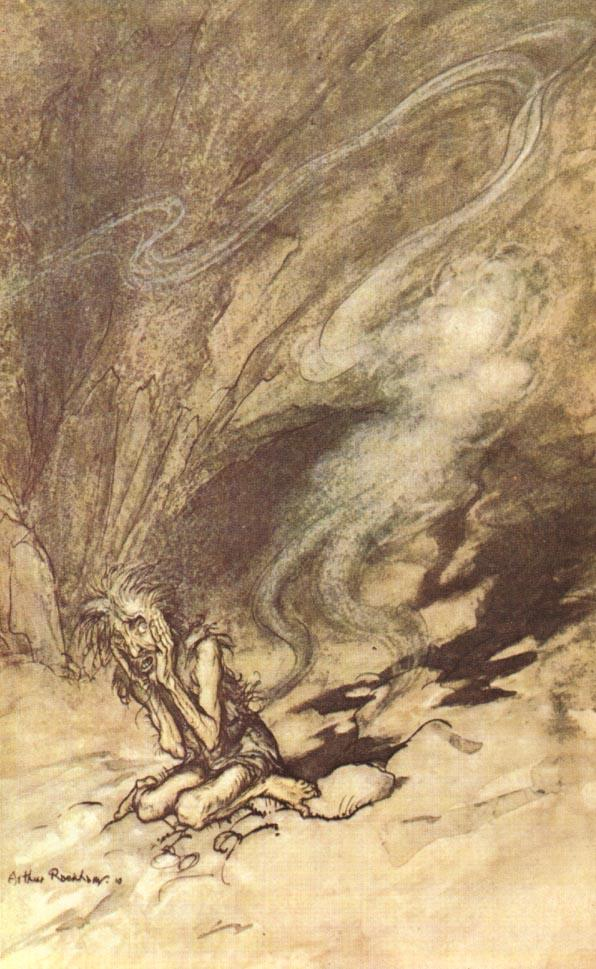
Illustrazione di Arthur Rackham per L'oro del Reno: Alberich indossa l'elmo magico Tarnhelm e diventa invisibile, lasciando solo suo fratello Mime

L'invisibilità è lo stato di un oggetto che non può essere visto a occhio nudo. Un oggetto pertanto che possiede questa qualità si dice invisibile.
Il termine viene utilizzato da numerosi film e romanzi fantasy o di fantascienza, in cui gli oggetti sono resi invisibili dai poteri della magia o da una tecnologia immaginaria. Comunque si possono vedere gli effetti dell'invisibilità anche nel mondo reale, in certi ambiti della fisica.

## Applicazioni reali

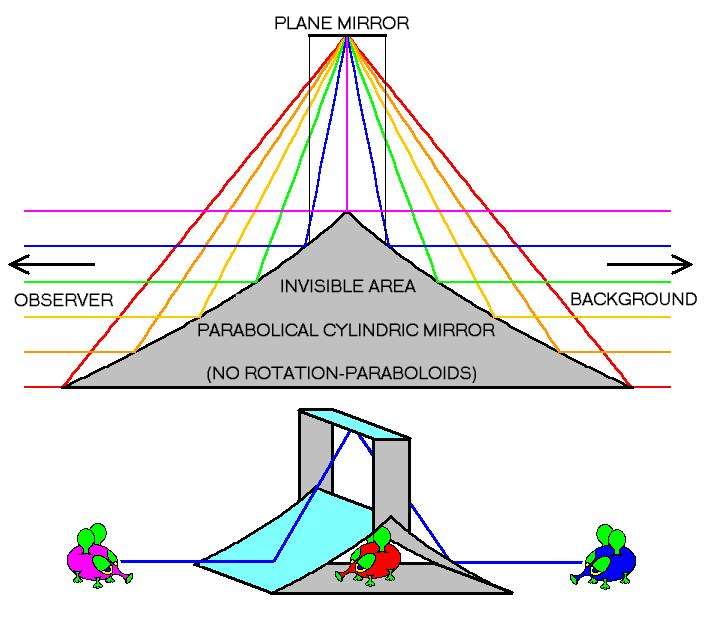
Oggetto reso invisibile tramite l'uso di specchi

L'invisibilità o l'occultamento visivo di un oggetto è una soluzione in via di sviluppo a partire dal 1994.

### Elettro-ottico
I primi prototipi e tentativi in tale ambito si hanno a partire dal 1994, dove tramite dei sensori e fotocamere, tramite dei processori e dei display si riesce ad occultare l'oggetto, ma non la sua ombra, in quanto comunque sia bloccherebbero i raggi luminosi dell'illuminazione ambientale.
Nel terzo millennio applicazioni del genere sono state testate su veicoli mobili e realizzati giubbetti ottico-mimetici.

### Metamateriali
Nell'edizione del 26 maggio 2006 della rivista Science, dei ricercatori britannici e statunitensi hanno dichiarato che sarebbe teoricamente possibile l'utilizzo di metamateriali che possano permettere di deviare le radiazioni elettromagnetiche (di cui la luce fa parte) e fargli riprendere una traiettoria "normale" dopo aver passato l'ostacolo da rendere invisibile.
L'uso di questi materiali permetterebbe un occultamento completo, anche dell'ombra.
Nel 2015 allo SHOT Show 2015 di Las Vegas venne ufficializzato un mantello realizzato per usi militari, capace di occultare le persone o oggetti, ma non permette di occultare l'ombra

### Metascreen
Nel 2013 con l'utilizzo di un nuovo materiale si è riusciti a occultare un oggetto alla luce visibile, grazie all'annullamento della dispersione delle onde che rimbalzano sulle superficie di un oggetto.

### Lenti speciali
Nel 2022, utilizzando delle lenti speciali che reindirizzano la luce, una startup britannica ha creato uno scudo che riesce a rendere quasi del tutto invisibili tutti gli elementi che si trovano dietro ad esso.

## Nella fantascienza

### Letteratura
- L'uomo invisibile, romanzo di H. G. Wells del 1897
- L'ombra e il baleno (The Shadow and the Flash), racconto breve di Jack London, 1902 (?), in Le morti concentriche, F.M. Ricci, Parma, 1975, La Biblioteca di Babele 1
- Lunedì inizia sabato (Ponedel'nik načinaetsja v subbotu, 1965), romanzo dei fratelli Strugackij. All'interno del museo dell'ISSTEMS (Istituto di Ricerca Scientifica e TEcnologica per la Magia e la Stregoneria) è conservato un esemplare di "berretto dell'invisibilità" che il protagonista sarà costretto a usare per sottrarsi all'ispezione dell'ottuso e inflessibile vice direttore amministrativo Modest Matveevič (il berretto è un riferimento al folklore russo e al poema Ruslan e Ljudmila di Puškin).

### Cinematografia
Il riferimento principale del grande schermo sono le versioni cinematografiche dell'Uomo invisibile di H. G. Wells:
- L'uomo invisibile (The Invisible Man), regia di James Whale (1933)

e i suoi vari seguiti, che svolgono lo stesso soggetto in modo più svincolato dalla storia originale.
Altri film ispirati alla figura dell'uomo invisibile:
- L'inafferrabile invincibile Mr. Invisibile, di Antonio Margheriti (1970), con Gastone Moschin e Dean Jones
- Spruzza, sparisci e spara (Now You See him, now You Don't), di Robert Butler (1972), un film prodotto dalla Disney
- L'uomo senza ombra (Hollow Man) di Paul Verhoeven (2000)

Altri film sul tema dell'invisibilità:
- A sud di Panama (1941)
- Predator (1987).
- Nel film fantascientifico-drammatico: Il ragazzo invisibile diretto da Gabriele Salvatores, Michele, un giovane ragazzo, scopre di avere dei poteri tra cui rendersi invisibile e far esplodere le cose quando si arrabbia.

Nei film successivi al 1990, un'influenza sulla rappresentazione dell'invisibilità può essere dovuta alle serie televisive di fantascienza, come Star Trek (v. Dispositivo di occultamento (Star Trek).

### Televisione e fumetti
- L'Ombra (Corriere dei ragazzi), fumetto ideato nel 1974 da Alfredo Castelli (testi) e Ferdinando Tacconi (disegni) per il Corriere dei ragazzi, è incentrato sulle avventure dell'omonimo giustiziere-supereroe con il potere dell'invisibilità.
- Nelle serie televisive Star Trek, le navi stellari romulane e klingon sono dotate di dispositivi di occultamento (cloaking device) che le rendono invisibili.
- Sia nel manga Ghost in the Shell che nel film omonimo e nella serie televisiva Ghost in the Shell: Stand Alone Complex da esso derivate, alcuni cyborg (tra cui la protagonista Motoko Kusanagi) sono dotati di congegni che li rendono invisibili nella luce visibile (questo non significa che non possano essere rilevati, per esempio, nell'infrarosso).
- Nella serie Gantz la tuta potenziatrice permette di diventare invisibili.
- Nel 10º episodio della serie TV Flash, intitolato "L'uomo invisibile", il protagonista deve affrontare un criminale che fa uso di un "deviatore fotonico" che gli permette di diventare invisibile e quindi agire senza venir scoperto.
- Nel 17º episodio della terza stagione della serie TV Il mio amico Ultraman, intitolato "The Invisible Dr. J.", il Dr. Jeffcoate riesce a diventare invisibile e poi a tornare visibile grazie a due bevande da lui stesso preparate con due formule chimiche appositamente studiate per lo scopo.
- Nell’episodio Un topo invisibile di Tom e Jerry, quest’ultimo diventa invisibile tuffandosi in una boccetta di inchiostro e ne approfitta per fare dispetti a Tom con più facilità.
- Nel serial televisivo Heroes, un personaggio chiamato Claude Rains ha il potere di rendersi invisibile. Successivamente quest'abilità viene acquisita anche dal protagonista, Peter Petrelli.
- Nel serial televisivo Misfits, Simon Bellamy ha il potere di diventare invisibile. Prendendo degli stupefacenti il suo potere si inverte, cioè acquisisce il potere dell'attrazione.Videogiochi
- Nella serie di videogiochi Metal Gear, completando il gioco il protagonista può ricevere un premio, la mimetica ottica, che lo rende totalmente invisibile.
- Nella serie di videogiochi Crysis, il protagonista indossa una speciale nanotuta militare capace, tra l'altro, di renderlo invisibile ai nemici per un breve lasso di tempo.
- Nella serie di videogiochi Mass Effect il protagonista, a partire dal secondo capitolo della saga e soltanto se si è scelta la classe di personaggio Incursore, ha a disposizione l'abilità Occultamento Tattico, capace di renderlo invisibile per un breve periodo.
- Nella serie Halo, la razza Covenant degli Elite, utilizzano armature che permettono l'invisibilità, mentre il protagonista può equipaggiarla tramite alcuni oggetti che si trovano lungo la mappa. In Halo 2, quando si deve guidare i Covenant tramite l'Arbiter Thel 'Vadam, è possibile attivare l'invisibilità, che tuttavia, a differenza degli alleati NPC, durerà per un tempo limitato. Infine, essa è disponibile per il personaggio principale con Halo: Reach e Halo 4 tramite delle abilità equipaggiabili.

## Nella mitologia e nelle fiabe
Nella mitologia e nelle fiabe l'invisibilità è un argomento ricorrente e persino messo in burla (ad esempio nella novella 'Calandrino, Bruno e Buffalmacco' del Decameron).
In genere l'invisibilità è ottenuta per magia, ma è anche una caratteristica di alcuni esseri fatati, come spiriti e folletti. Nel folclore islandese, derivato dalla mitologia norrena, per esempio, l'intero mondo degli elfi è invisibile e tuttavia coesiste con il mondo comune.

## Nel fantasy
L'idea dell'esistenza di un mondo invisibile immerso nel nostro è stata ripresa da alcuni autori.
Insieme a ques'idea, coesiste quella di persone con il dono della "vista" (vedi anche Terzo occhio).
- Nel Signore degli Anelli di Tolkien, l'invisibilità è uno dei poteri dell'Unico Anello.
- Nella serie del Mondo Disco (Discworld) di Terry Pratchett, la Morte è invisibile ai comuni mortali, ma non ai maghi. Tuttavia in questo caso il problema è psicologico perché la gente comune si rifiuta di vederla, mentre i maghi hanno avuto un addestramento proprio per evitare di ignorarla.
- Nella serie Harry Potter di J. K. Rowling, il protagonista possiede il Mantello dell'Invisibilità, ereditato dal padre, capace di rendere invisibili persone ed oggetti se posti sotto di esso. Albus Silente, Preside di Hogwarts, durante una conversazione con Harry sostiene che esistano maghi estremamente potenti che non necessitano di oggetti magici per rendersi invisibili.

## Galleria d'immagini

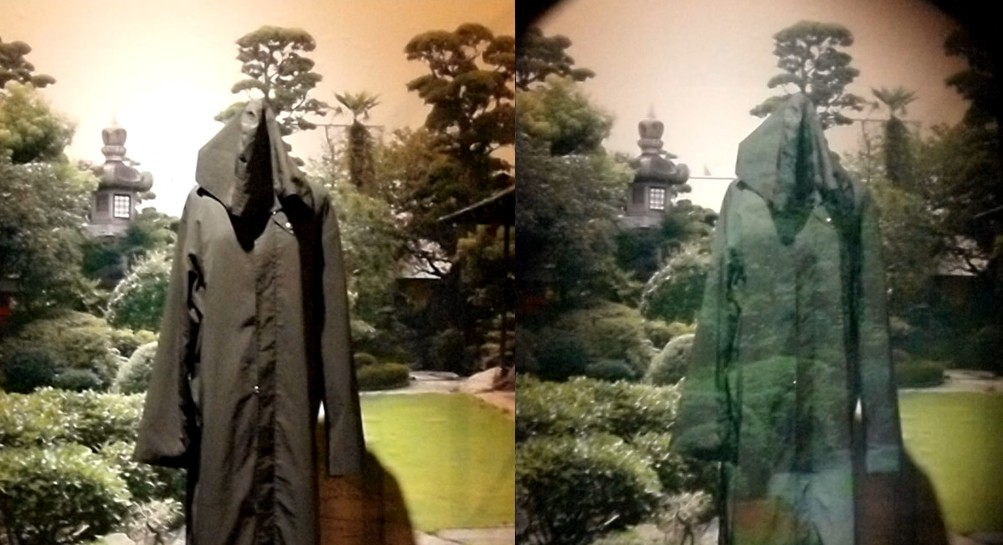
Un mantello dell'invisibilità con camouflage ottico di Susumu Tachi dell'Università di Tokyo in mostra al National Museum of Emerging Science and Innovation (Miraikan) a Tokyo (foto scattata nel 2012). A sinistra: il tessuto visto senza un dispositivo speciale. A destra: lo stesso tessuto visto attraverso il proiettore a mezzo specchio, parte della tecnologia di proiezione retroriflettente.
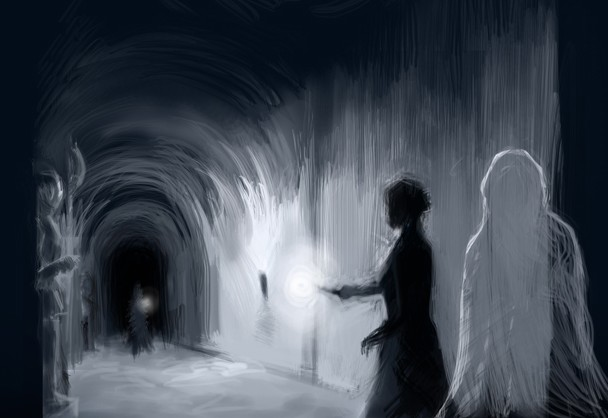
Disegno che rappresenta Harry Potter e Luna Lovegood nascosti sotto il mantello dell'invisibilità, dietro Minerva McGranitt, di fronte a Severus Piton in lontananza (Harry Potter e i Doni della Morte).
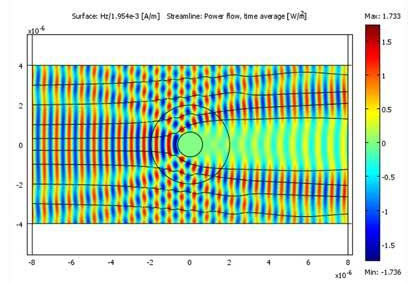
Simulazione di come funzionerebbe un dispositivo di occultamento (una tecnologia ipotetica o immaginaria che può rendere gli oggetti o gli umani parzialmente o totalmente invisibili a parti dello spettro elettromagnetico). La luce viene deviata attorno all'oggetto, rendendolo invisibile.